# Liste der Nummer-eins-Hits in Deutschland (1971)
Diese Liste enthält alle Nummer-eins-Hits in Deutschland im Jahr 1971. Es gab in diesem Jahr acht Nummer-eins-Singles und sechs Nummer-eins-Alben. In diesem Jahr gab es, mit Ausnahme von Butterfly, keine deutschsprachigen Spitzenreiter.
| Singles | Alben |
| --- | --- |
| \| Info \| \| -------------------------------------------------------------------------------------------------------------------------------------------------------------------------------------------------------------------------------------------------------------------------------------------------------------- \| \| Am 4. Januar 1971 fand eine Änderung hinsichtlich des Zeitraumes der Chartveröffentlichungen statt. Die Charts werden nun wöchentlich und nicht nur etwa alle zwei Wochen zum ersten und 15. eines Monats veröffentlicht. Im Zeitraum vom ersten bis zum dritten Januar gibt es keine offizielle Chartausgabe. \| - Miguel Ríos: A Song of Joy - 4 Wochen (4. Januar – 31. Januar, insgesamt 15 Wochen; siehe 1970) - George Harrison: My Sweet Lord - 10 Wochen (2. Februar – 11. April) - Lynn Anderson: Rose Garden - 1 Woche (12. April – 18. April, insgesamt 5 Wochen) - Creedence Clearwater Revival: Hey Tonight - 1 Woche (19. April – 25. April) - Lynn Anderson: Rose Garden - 4 Wochen (26. April – 23. Mai, insgesamt 5 Wochen) - Danyel Gérard: Butterfly - 14 Wochen (24. Mai – 29. August, insgesamt 15 Wochen) - The Sweet: Co-Co - 6 Wochen (30. August – 10. Oktober, insgesamt 7 Wochen) - Danyel Gérard: Butterfly - 1 Woche (11. Oktober – 17. Oktober, insgesamt 15 Wochen) - The Sweet: Co-Co - 1 Woche (18. Oktober – 24. Oktober, insgesamt 7 Wochen) - Peret: Borriquito - 2 Wochen (25. Oktober – 7. November) - Pop Tops: Mamy Blue - 10 Wochen (8. November 1971 – 16. Januar 1972) | - Deep Purple: Deep Purple in Rock - 3 Monate (15. Oktober 1970 – 14. Januar 1971) - James Last: Non Stop Dancing 11 - 5 Monate (15. Januar: 14. Juni) - Rolling Stones: Sticky Fingers - 1 Monat (15. Juni – 14. Juli) - Verschiedene Interpreten: 3 × 9 - 1 Monat (15. Juli – 14. August, insgesamt 12 Wochen) - James Last: Non Stop Dancing 12 - 1 Monat (15. August – 14. September) - Verschiedene Interpreten: 3 × 9 - 1 Monat (15. September – 14. Oktober, insgesamt 12 Wochen) - Deep Purple: Fireball - 1 Monat (15. Oktober – 14. November) - Verschiedene Interpreten: 3 × 9 - 1 Monat (15. November – 14. Dezember, insgesamt 12 Wochen) - Kompilation – Stars für uns – Hilfe für alle - 2 Monate (15. Dezember 1971 – 14. Februar 1972) |
| Info | |
| Am 4. Januar 1971 fand eine Änderung hinsichtlich des Zeitraumes der Chartveröffentlichungen statt. Die Charts werden nun wöchentlich und nicht nur etwa alle zwei Wochen zum ersten und 15. eines Monats veröffentlicht. Im Zeitraum vom ersten bis zum dritten Januar gibt es keine offizielle Chartausgabe. | |